# Tommy Doyle
Thomas Doyle (Manchester, 17 oktober 2001) is een Engels voetballer die doorgaans als centrale middenvelder speelt. Hij stroomde in 2020 door vanuit de jeugd van Manchester City. 

## Clubcarrière
Doyle begon met voetballen bij Sandbach United en werd in 2009 opgenomen in de jeugdopleiding van Manchester City. Hiervoor debuteerde hij op 29 oktober 2019 in het eerste team, in de League Cup tegen Southampton. Hij trad op 8 juli 2020 voor het eerst aan in de Premier League. Hij was toen invaller tegen Newcastle United. Voor Doyle begon in augustus 2021 een tijd waarin hij op huurbasis voor tal van andere clubs uitkwam. Manchester City verhuurde hem in seizoen 2021/22 aan Hamburger SV en Cardiff City, in 2022/23 aan Sheffield United en in september 2023 voor een jaar aan Wolverhampton Wanderers. Hij droeg bij Sheffield in 33 speelronden bij aan het behalen van de tweede plaats in de Championship, goed voor promotie naar de Premier League. Daarvan begon hij er in 21 in de basis. Doyle maakte dat jaar  ook de beslissende 3–2 in de kwartfinale van de FA Cup, tegen Blackburn Rovers. Hij mocht daarna in de halve finale niet spelen omdat Sheffield daarin tegen Manchester City moest en de regels van de bond hem verboden om tegen zijn moederclub te spelen.

## Interlandcarrièere
Doyle maakte deel uit van alle Engelse nationale jeugdselecties vanaf Engeland –15. Hij nam met Engeland –17 deel aan het EK –17 van 2018 en won met Engeland –21 het EK –21 van 2023. Zijn inbreng in het laatstgenoemde toernooi bleef wel beperkt tot twee invalbeurten van enkele minuten.

## Erelijst
| Europees kampioen –21 | 1x | 2023 |